# Schloss Möderndorf (Maria Saal)

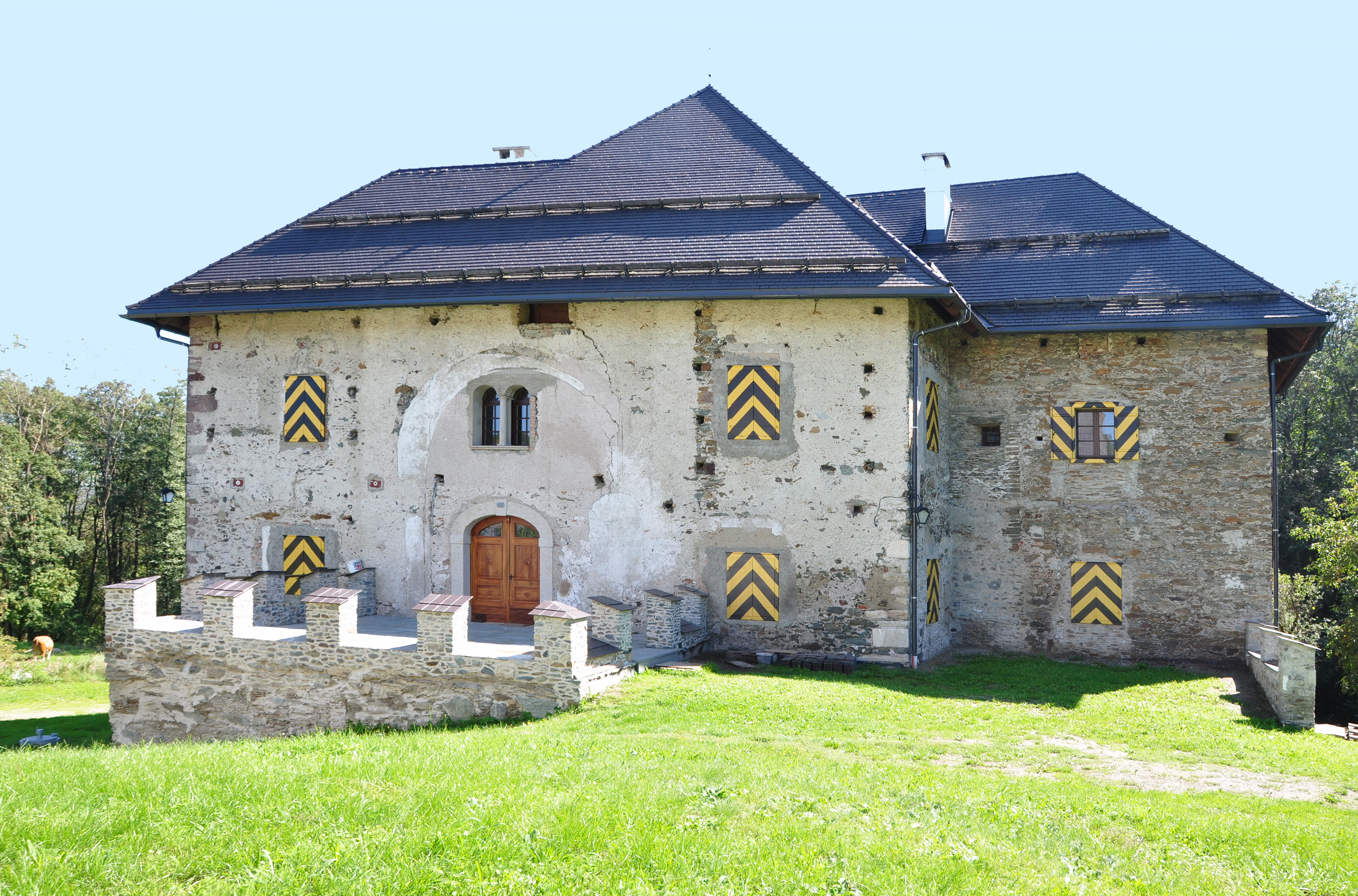
Schloss Möderndorf (2010)

Das Schloss Möderndorf steht neben der Kirche im Ort Möderndorf am Zollfeld in der Gemeinde Maria Saal. 
Möderndorf wird 1164 erstmals urkundlich erwähnt. In der zweiten Hälfte des 13. Jahrhunderts bestand hier ein kleiner Ansitz, der im 14. Jahrhundert turmartig befestigt wurde. Unter den Keutschachern, die von 1516 bis 1637 Herren auf Tanzenberg waren, erfolgte eine schlossartige Erweiterung. Ein mit 1662 bezeichneter Inschriftenstein mit den Wappen der Familien Jobornegg und Keutschach zeugt vom weiteren Ausbau.
Das Schloss besteht aus zwei zweigeschoßigen, teilweise ineinander geschobenen, rechteckigen Baukuben. Am östlichen Teil ist ein spätgotisches, abgefastes Rundbogenportal aus rotem Sandstein erhalten. An der Südseite wurden Bauteile abgetragen.